# Syzygium pseudofastigiatum
Syzygium pseudofastigiatum är en myrtenväxtart som beskrevs av Bernard Patrick Matthew Hyland. Syzygium pseudofastigiatum ingår i släktet Syzygium och familjen myrtenväxter. Inga underarter finns listade i Catalogue of Life.